# Liste des sites Ramsar en Corée du Nord
Cet article recense les zones humides de Corée du Nord concernées par la convention de Ramsar.

## Statistiques
La convention de Ramsar est entrée en vigueur en Corée du Nord le 16 mai 2018.
En janvier 2020, le pays compte 2 sites Ramsar, couvrant une superficie de 72,41 km2.

## Liste
| Site                                   | Subdivision    | Notes | Date            | Superficie (km²) | Altitude (m) | Identifiant Ramsar | Identifiant WDPA | Coordonnées                        | Photo |
| -------------------------------------- | -------------- | ----- | --------------- | ---------------- | ------------ | ------------------ | ---------------- | ---------------------------------- | ----- |
| Réserve d'oiseaux migrateurs de Mundok | Pyongan du Sud |       | 16 janvier 2018 | 37,15            |              | 2342               |                  | 39° 33′ 36″ nord, 125° 24′ 11″ est |       |
| Réserve d'oiseaux migrateurs de Rason  | Rason          |       | 16 janvier 2018 | 35,257           |              | 2343               |                  | 42° 19′ 59″ nord, 130° 34′ 59″ est |       |